# Fat Lip
Fat Lip è il primo singolo estratto dall'album All Killer No Filler del gruppo musicale canadese pop punk Sum 41. Il brano fu uno dei maggiori successi della band, poiché raggiunse la prima posizione sia della classifica "Billboard Modern Rock" sia della classifica "MuchMusic Countdown" nell'estate del 2001. La canzone è stata inserita nel videogioco musicale Guitar Hero. La rivista Kerrang! posiziona il brano al trentatreesimo nella classifica dei singoli più belli di tutti i tempi.

## La canzone
Il brano prende il nome dal termine dello slang giovanile americano usato per indicare un labbro gonfio. La copertina ha come immagine un ragazzino (Charlie White) con le labbra gonfie e un occhio nero.
La canzone include elementi di rapcore, hip hop e punk rock, e parla di una persona che vuole respingere ogni tentativo di conformarsi alla società in cui vive, una tematica molto diffusa tra gli adolescenti.

## Video musicale
Il video, diretto da Marc Klasfeld, contiene anche una traccia dei Pain For Pleasure. I membri del gruppo hanno vestiti in stile heavy metal degli anni '80. All'inizio di esso la band rappa una parte della canzone What We're All About dentro un negozio.
Il video presenta la band suonare in un concerto all'aperto, circondati da adolescenti.

## Tracce
1. Fat Lip – 2:58
2. T.H.T. (Tables Have Turned) – 0:44
3. Makes No Difference – 3:10
4. What I Believe – 2:49
5. Machinegun – 2:29

## Curiosità
- La canzone è stata usata come colonna sonora nel film American Pie 2.
- Del brano è stata realizzata una cover da parte del gruppo italiano Finley, presente come traccia bonus nell'album Tutto è possibile.
- La canzone è presente nel gioco NHL 2002.

## Formazione
- Deryck Whibley - voce, chitarra ritmica
- Dave Baksh - voce, chitarra solista
- Jason McCaslin - basso, voce secondaria
- Steve Jocz - voce, batteria

## Classifiche
| Classifica (2001)         | Posizione |
| ------------------------- | --------- |
| Italia                    | 41        |
| Regno Unito               | 8         |
| Stati Uniti               | 66        |
| Stati Uniti (alternative) | 1         |